# Крик (округ)
Округ Крик  — округ в штате Оклахома, США. Население округа на 2000 год составляло 67 367 человек. Административный центр округа — город Сапалпа.

## География
Округ имеет общую площадь 2512 км², из которых 2475 км² приходится на сушу и 37 км² (2,47 %) на воду.

### Основные автомагистрали
- Межштатная автомагистраль 44
- Автомагистраль 75

### Соседние округа
- Пони (север)
- Талса (восток)
- Окмалги (юго-восток)
- Окфаски (юг)
- Линкольн (запад)
- Пейн (северо-запад)

### Населённые пункты
| - Бристоу - Депью - Драмрайт - Келливилл | - Кифер - Манфорд - Маундс - Сапалпа | - Окхерст - Ойлтон - Шэмрок - Слик |